# Palazzo Torrisi
Il palazzo Torrisi, già Cassani, Zò, Zurla è una dimora storica di Crema.

## Storia
La prima documentazione è l'Estimo del 1685 quando ne risulta proprietario il dottor Fulvio Cassani e i fratelli; i Cassani, tuttavia, dimoravano in Borgo San Pietro da molto più tempo come si evince dallo Stato d'anime del 1585 nel quale viene citato Angelo. Si trattava di una famiglia nobilitata nel 1541.
L'ultimo Cassani fu il giureconsulto Mario morto a Sergnano nel 1745. Dopo alcuni  passaggi di proprietà durati poco tempo il palazzo fu acquistato dal conte Ottaviano Zò con la moglie Angela Moscheni. Il conte morì nel 1785 senza lasciare eredi e quale proprietario subentrò il nobile Pietro Zurla.
La famiglia Zurla detenne lo stabile fino agli inizi del XX secolo, quindi vi furono altri passaggi (Bazzi, Pasquini) finché negli anni sessanta fu acquistato dalla famiglia Torrisi.

## Personalità legate al palazzo

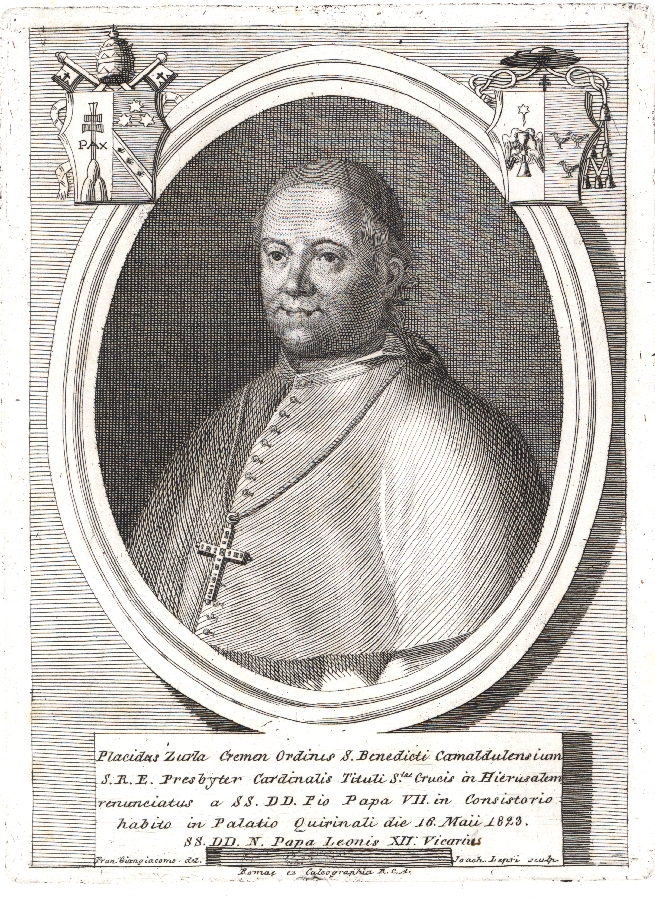
Il cardinale Giacinto Placido Zurla.

- Antonio Camillo Cassani, figlio di Maria Teresa e Fulvio Cassani, si fece abate con il nome di Ugone entrando nel monastero cistercense di San Bernardo in Borgo San Pietro; di lui sono note due opere letterarie di argomento religioso: i Sermoni domestici e una parafrasi in ottava rima del Trattato encomiastico di Filoteo Monaco[4].
- Ottaviano Zò fu decorato cavaliere dello Speron d'oro da papa papa Benedetto XIII e fu soprintendente e custode delle fortificazioni esterne di Crema; lo stesso papa aveva insignito con il medesimo titolo il padre Alessandro creandolo conte, una nobiltà malvista dalle famiglie nobili da più antica data[5].
- Giacinto Placido Zurla, figlio di Pietro e battezzato con il nome di Giacinto, nato a Legnago nel 1769, giunto con la famiglia a Crema all’età di sei anni dove studiò presso la scuola dei barnabiti presso la chiesa di San Marino e dove, probabilmente, maturò la vocazione; nel 1787 entrò nel monastero camaldolese di San Michele a Venezia; aggiunse il nome Placido e presto divenne insegnante di filosofia. Trasferitosi a Roma nel 1821 papa Pio VII lo nominò prefetto degli studi del Collegio Urbano di Propaganda e si distinse per la sua dottrina, i suoi scritti e le sue opere anche di carattere storico-geografico[2][6]. Il successivo pontefice papa Leone XIII lo consacrò cardinale con il titolo presbiterale di Santa Croce in Gerusalemme[7]. Morì a Palermo nel 1834 e venne sepolto nella chiesa di San Gregorio al Celio a Roma[6]. Gli è stata dedicata una via nel centro storico di Crema.

## Caratteristiche
Il palazzo si trova stretto tra altri edifici e la sua facciata si sviluppa su tre ordini divisi da marcapiano..
Il portale d'ingresso è decentrato ed è affiancato da tre finestre, una a destra e due a sinistra, incorniciate e provviste di inferriate.
Le quattro portefinestre del secondo piano si affacciano su balconcini con elaborati motivi in ferro battuto .
Al terzo ordine corre il cornicione con mensole molto ravvicinate interrotte da quattro finestre di forma rettangolare lievemente arcuate nel lato superiore con una chiave di volta geometrica.